# نيزك جبل كامل

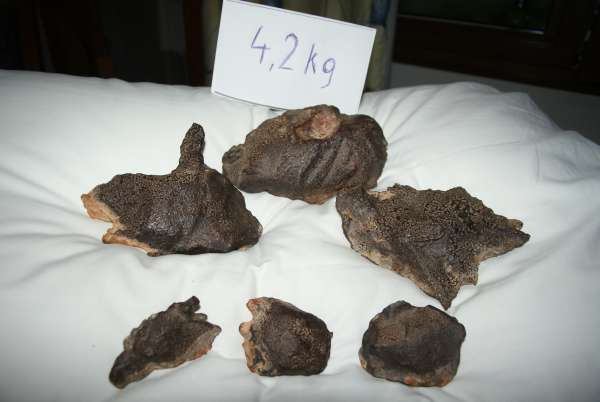
بعض شظايا نيزك جبل كامل

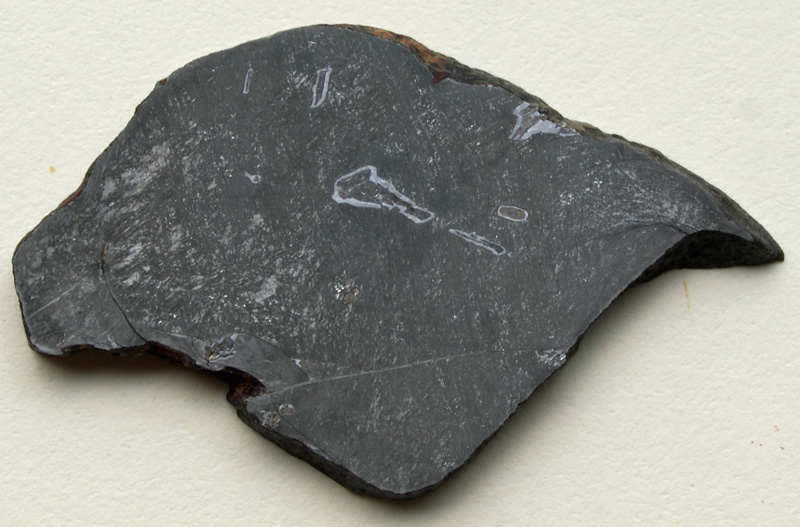
شريحة من نيزك جبل كامل وبوسطها معدن "شرايبرسايت " محاطة بصنف معدن "كاماسايت".

نيزك جبل كامل (بالإنجليزية: Gebel Kamil Meteorite) هو نيزك سقط منذ نحو 5000 سنة في منطقة جبل كامل في مصر حيث كوّن فوهة نيزكية وانفجر إلى عدة آلاف قطعة من الشظايا الحديدية، تبلغ في مجموعها نحو 1600 كيلوجرام. تقع منطقة جبل كامل على الحدود المصرية الجنوبية الغربية بالقرب من الحدود المصرية مع السودان وليبيا.

## تاريخه
خلال فبراير 2009 وحتى فبراير 2010 قامت مجموعة من الباحثين المصريين والإيطاليين بجمع شظايا النيزك ذات كتل بين 1 جرام و35 كيلوجرام، كما عثر على كتله كبيرة منه تزن نحو 83 كيلوجرام داخل الفوهة وحولها. تبلغ الكتلة المجمعة منه نحو 800 كيلوجرام. ويبلغ قطر الفوهة 45 متر في الصحراء وتسمى «فوهة كامل». وقد أجريت فحوص جيولوجية فيزيائية خلال «العام 2009 للمشاركة المصرية الإيطالية للبحث العلمي والتكنولوجي». ويقدر العلماء تاريخ سقوط هذا النيزك بنحو 5000 سنة مضت.

## تصنيف النيزك

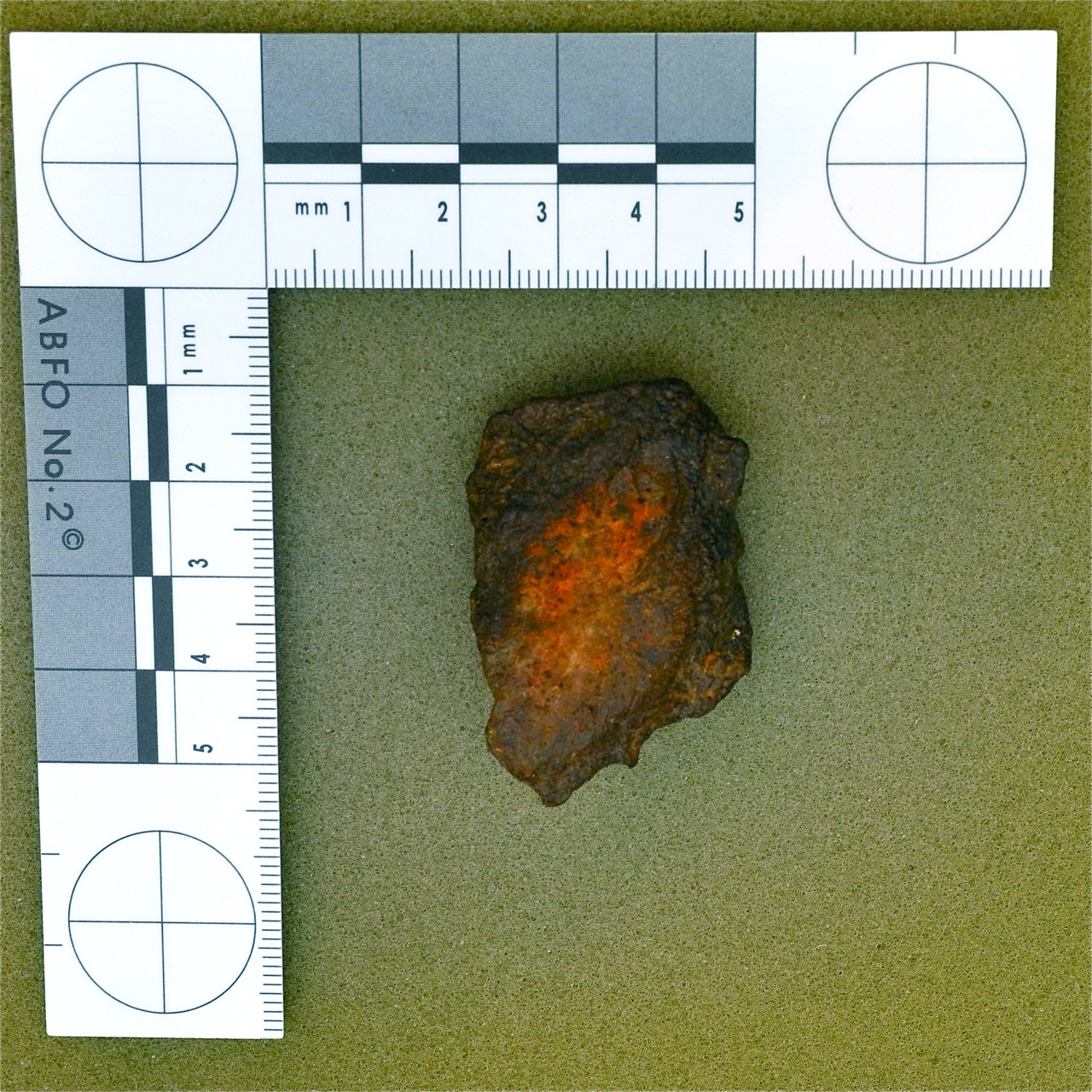
قطعة وزنها 60 جرام من نيزك جبل كامل.

صنف نيزك جبل كامل على أنه من تصنيف «أتاكسايت» (حديدي).

## وصلات خارجية
- North American Meteor Network
- International Meteor Organization
- (American Meteor Society (AMS